# Ambassade d'Italie en France
L'ambassade d'Italie en France est la représentation diplomatique de la République italienne auprès de la République française. Elle est située dans l'hôtel de La Rochefoucauld-Doudeauville au 47-49, rue de Varenne dans le 7e arrondissement de Paris. Son ambassadrice est, depuis le 10 octobre 2022, Emanuela D’Alessandro.

## Histoire
Entre la fin du XIXe siècle et 1938, l'ambassade est située hôtel de Galliffet (7e arrondissement de Paris). Il s'agit de nos jours de l'Institut culturel italien.

## Ambassadeurs d'Italie en France
| De           | À             | Ambassadeur                               |
| ------------ | ------------- | ----------------------------------------- |
| 1861         | 1876          | Costantino Nigra                          |
| 1876         | 1882          | Enrico Cialdini                           |
| 1882         | 1892          | Luigi Federico Menabrea di Val Dora       |
| 1892         | 1895          | Costantino Ressmann                       |
| 1895         | 1908          | Giuseppe Tornielli Brusati di Vergano     |
| 1908         | 1910          | Giovanni Gallina                          |
| janvier 1910 | avril 1910    | Antonino Paternò-Castello di San Giuliano |
| 1910         | 1916          | Tommaso Tittoni                           |
| 1916         | 1917          | Giuseppe Salvago Raggi                    |
| 1917         | 1922          | Lelio Bonin Longare                       |
| janvier 1922 | novembre 1922 | Carlo Sforza                              |
| 1922         | 1927          | Camillo Romano Avezzana                   |
| 1927         | 1932          | Gaetano Manzoni                           |
| 1932         | 1935          | Bonifacio Pignatti Morano di Custoza      |
| 1935         | 1938          | Vittorio Cerruti                          |
| 1938         | 1942          | Raffaele Guariglia di Vituso              |
| 1945         | 1946          | Giuseppe Saragat                          |
| 1946         | 1958          | Pietro Quaroni                            |
| janvier 1958 | novembre 1958 | Alberto Rossi Longhi                      |
| 1958         | 1961          | Leonardo Vitetti                          |
| 1961         | 1964          | Manlio Brosio                             |
| 1964         | 1969          | Giovanni Fornari                          |
| 1969         | 1977          | Francesco Malfatti di Montetretto         |
| 1977         | 1981          | Gian Franco Pompei                        |
| 1981         | 1988          | Walter Gardini                            |
| 1988         | 1991          | Giacomo Attolico                          |
| 1991         | 1995          | Luigi Guidobono Calvachini Garofoli       |
| 1995         | 2000          | Sergio Vento                              |
| 2000         | 2002          | Federico Di Roberto                       |
| 2002         | 2005          | Giovanni Dominedò                         |
| 2005         | 2009          | Ludovico Ortona                           |
| 2009         | 2013          | Giovanni Caracciolo di Vietri             |
| 2013         | 2018          | Giandomenico Magliano                     |
| 2018         | 2022          | Teresa Castaldo                           |
| 2022         | -             | Emanuela D’Alessandro                     |

## Consulats
L’Italie possède des consulats généraux à Lyon, Marseille, Metz, Nice, Paris et Toulouse.
Le consulat général d'Italie à Paris est situé au n°5 boulevard Émile-Augier, avec une autre façade au n°17 rue du Conseiller-Collignon (16e arrondissement).

## Galerie

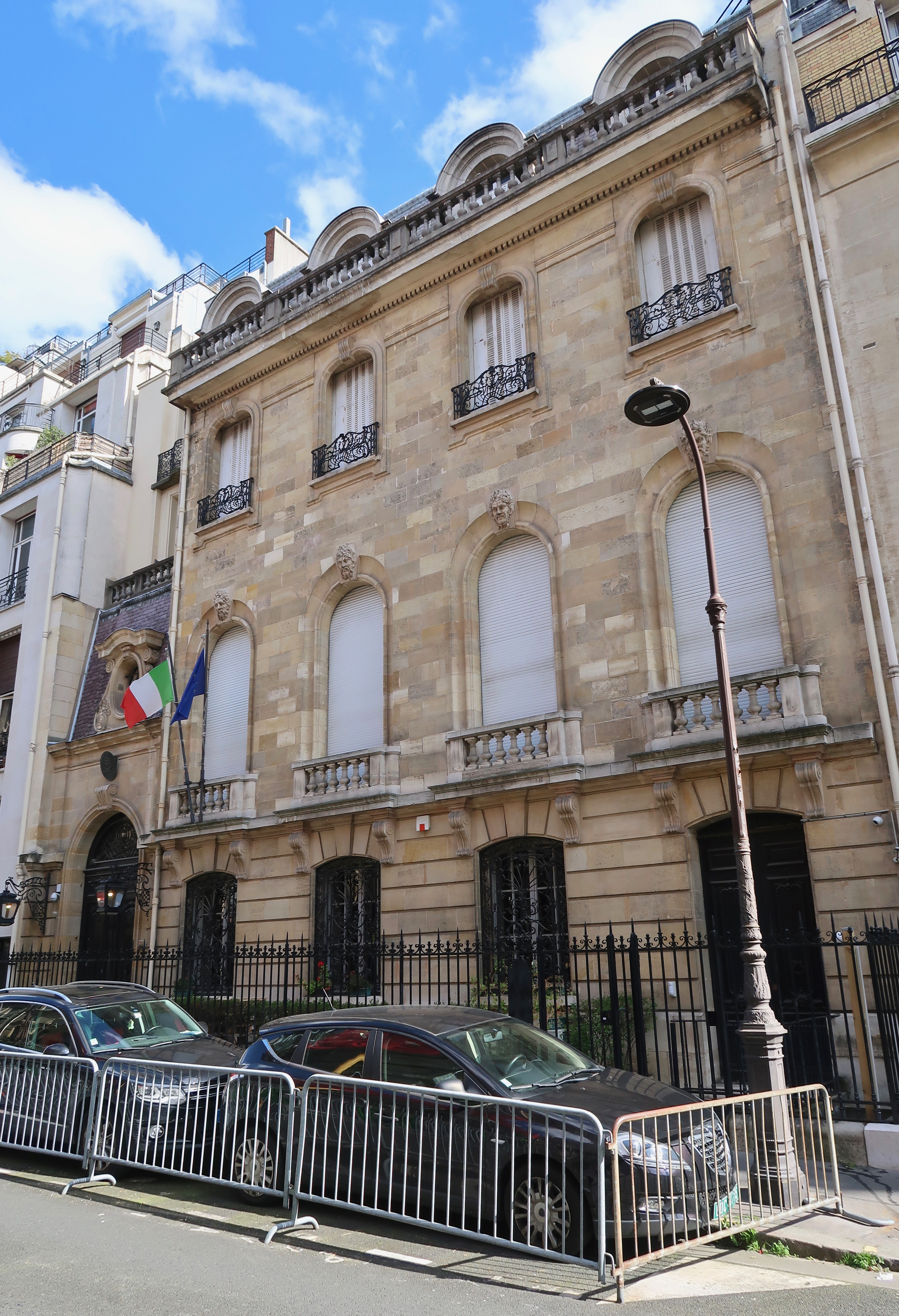
Consulat général d'Italie à Paris.
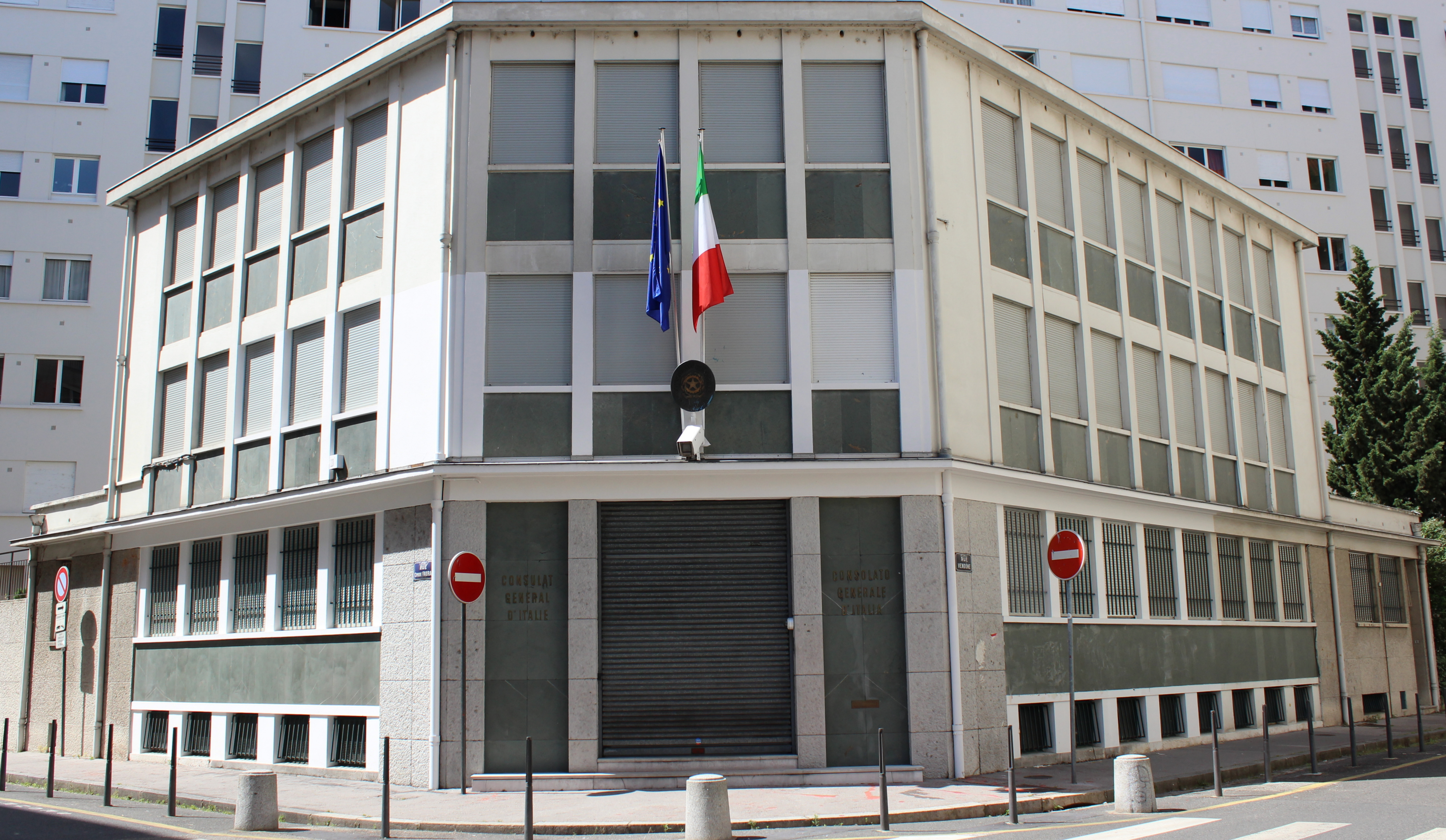
Consulat général d'Italie à Lyon.
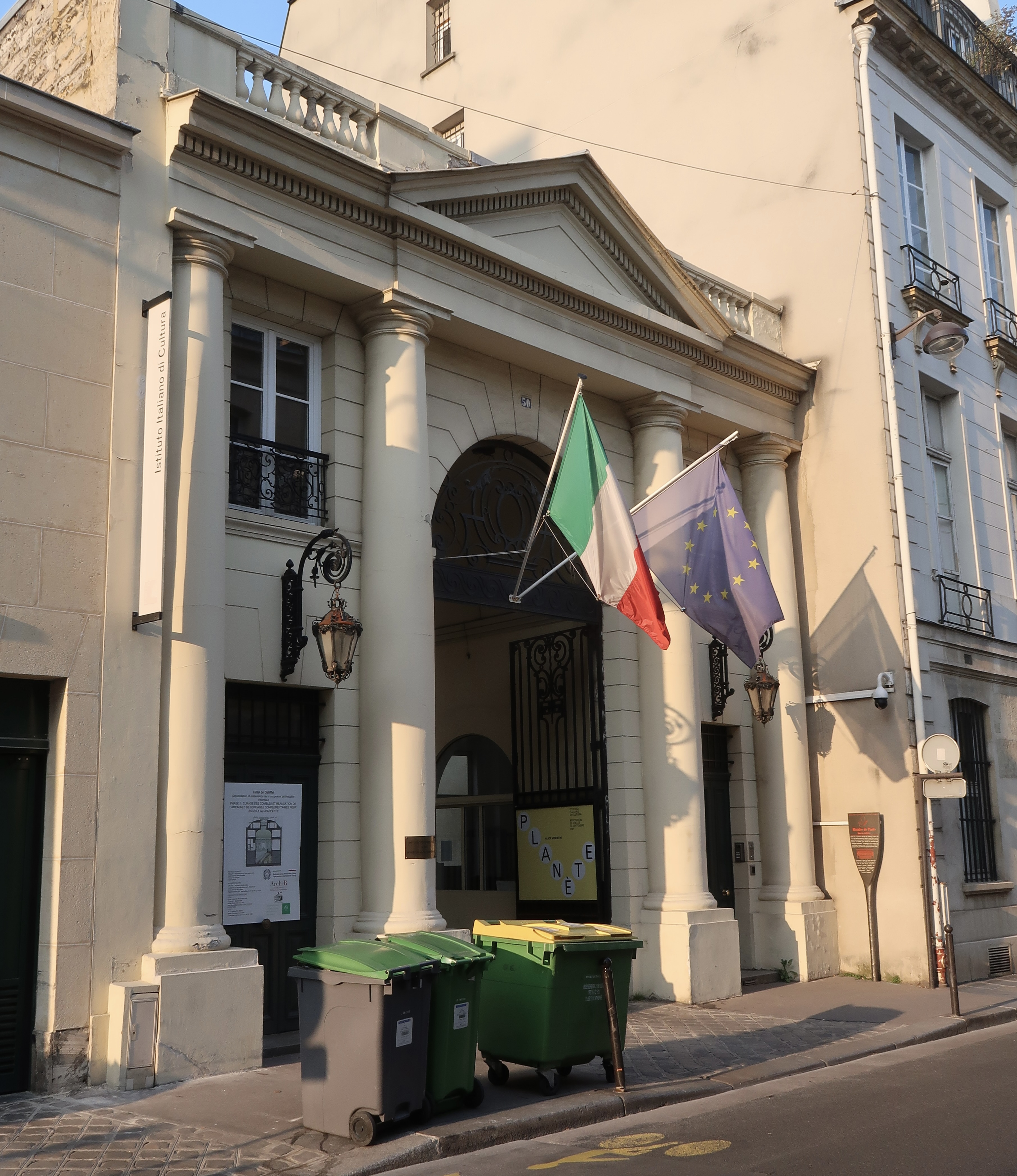
Institut culturel italien de Paris.
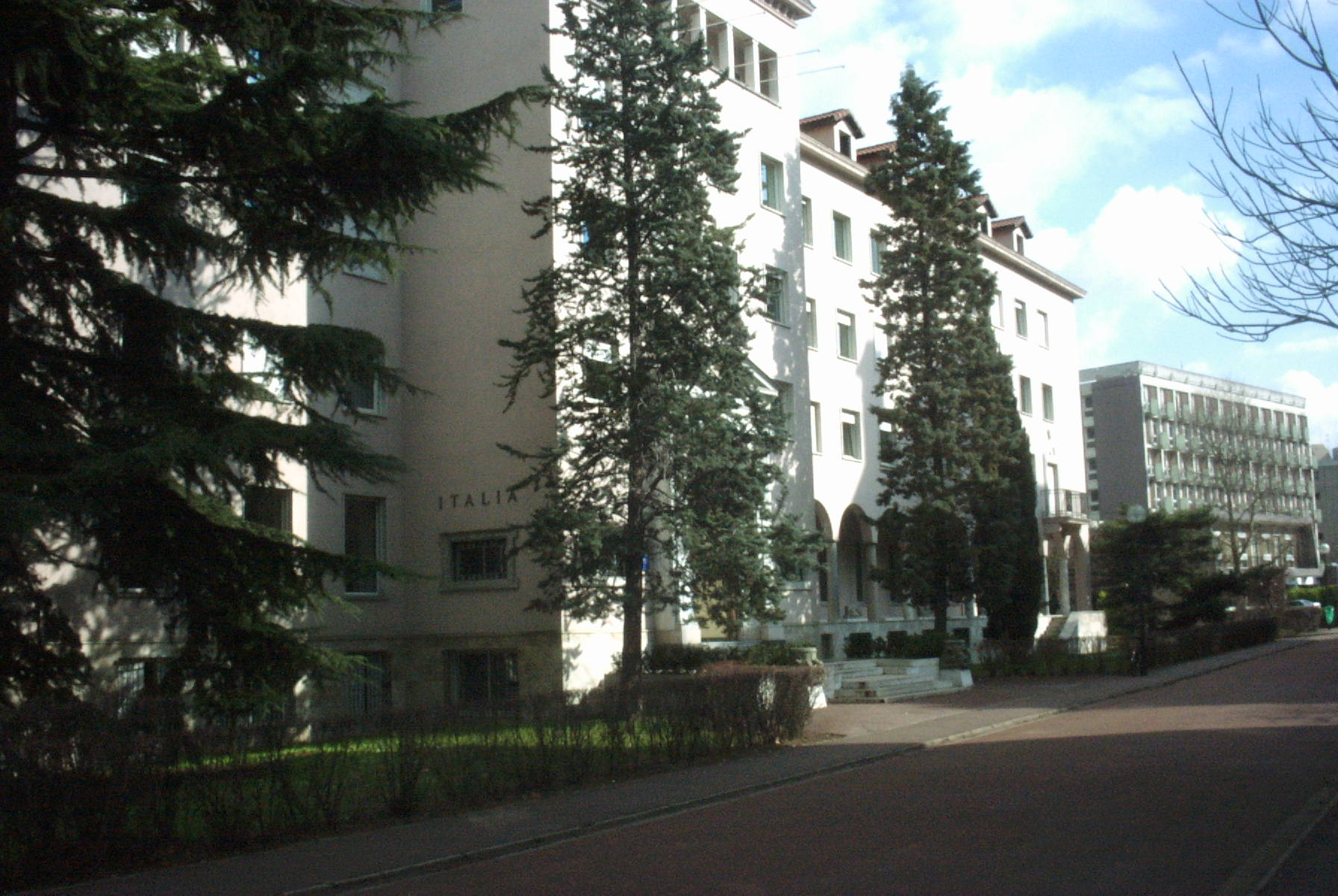
Maison Italie dans la Cité internationale universitaire de Paris.